# Pavel Charin
Pavel Charin (Leningrad, 8 juni 1927 – 6 maart 2023) was een Sovjet-Russisch kanovaarder.
Charin won tijdens de Olympische Zomerspelen 1956 de gouden medaille in de C-2 10.000m en de zilveren medaille op de C-2 1000 meter samen met Gratsian Botev.
Charin overleed op 6 maart 2023. Hij werd 95 jaar oud.

## Belangrijkste resultaten

### Olympische Zomerspelen
| Editie | Plaats    | Resultaten            |
| ------ | --------- | --------------------- |
| 1956   | Melbourne | C-2 10.000m C-2 1000m |

1936: Václav Mottl & Zdeněk Škrlant ·
1948: Steve Lysak & Steve Macknowski ·
1952: Jean Laudet & Georges Turlier ·
1956: Gratsian Botev & Pavel Charin